# Église Notre-Dame-de-l'Assomption de Fronton
L'église Notre-Dame-de-l'Assomption de Fronton est située sur la commune de Fronton, dans le département de la Haute-Garonne, en France.

## Localisation
Elle est située rue de l'église au centre-ville, au nord de la mairie.

## Historique
Consacrée par le pape Calixte II le 18 juillet 1119, une première église au XIIe siècle était attenante à une commanderie, dite « château », de l'ordre de Saint-Jean de Jérusalem.
L'édifice actuel date du XVIe siècle et a été érigé sur l'emplacement de la première église en grande partie détruite. Alors limitée à une nef unique de style gothique méridional, elle s'est enrichie de quatre chapelles latérales au XVIIe siècle. Le clocher est en fait une tour du « château » des Hospitaliers, le clocher initial, propre à l'église s'étant effondré en 1693.
En 1845, la voûte est ornée de peintures de l'atelier des frères Pedoya.
Elle est inscrite au titre des monuments historiques par arrêté du 23 février 1981.

## Description
Vaste édifice construit en brique toulousaine avec de puissants contreforts.

## Galerie

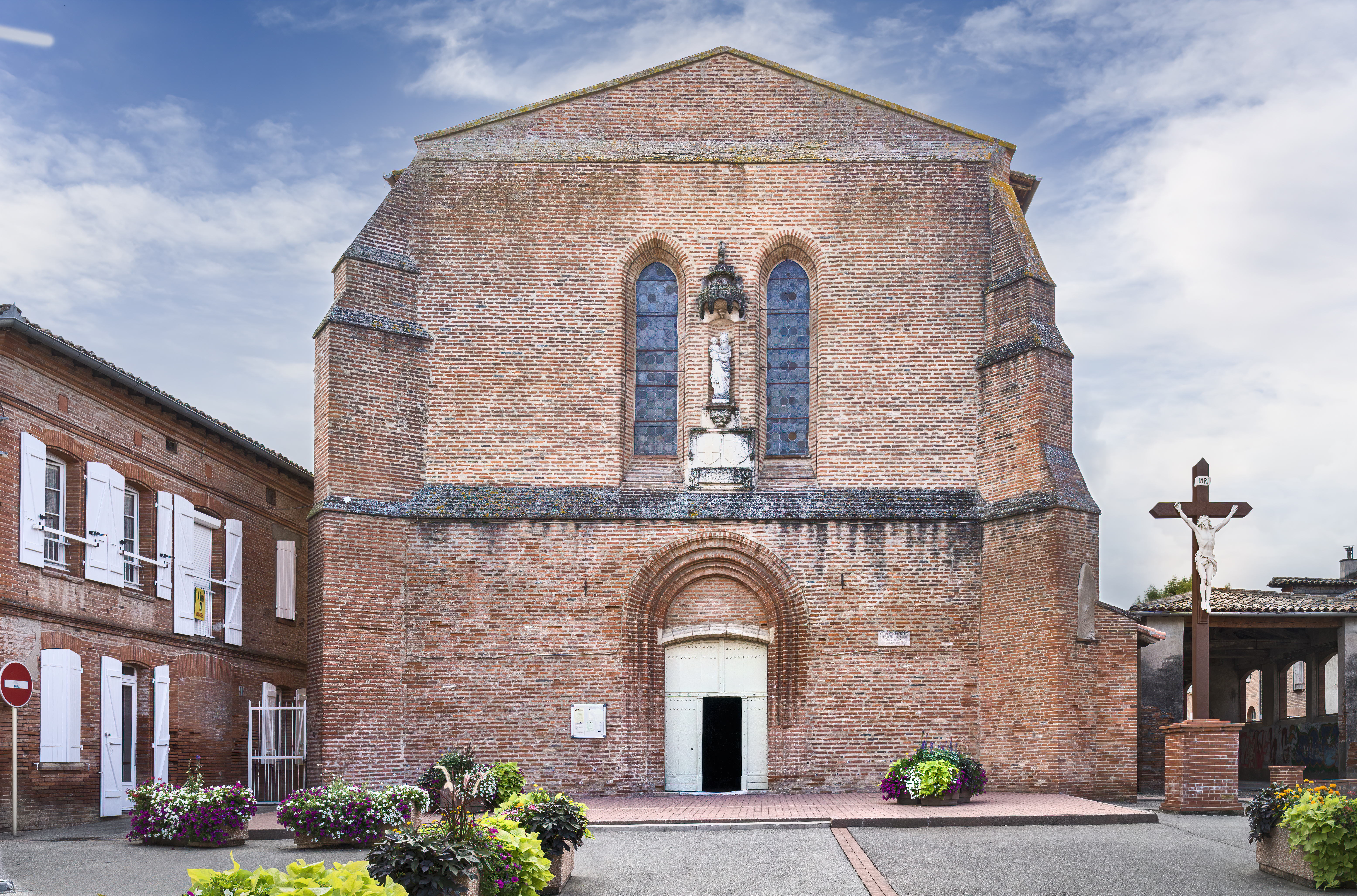
Façade de l'église.
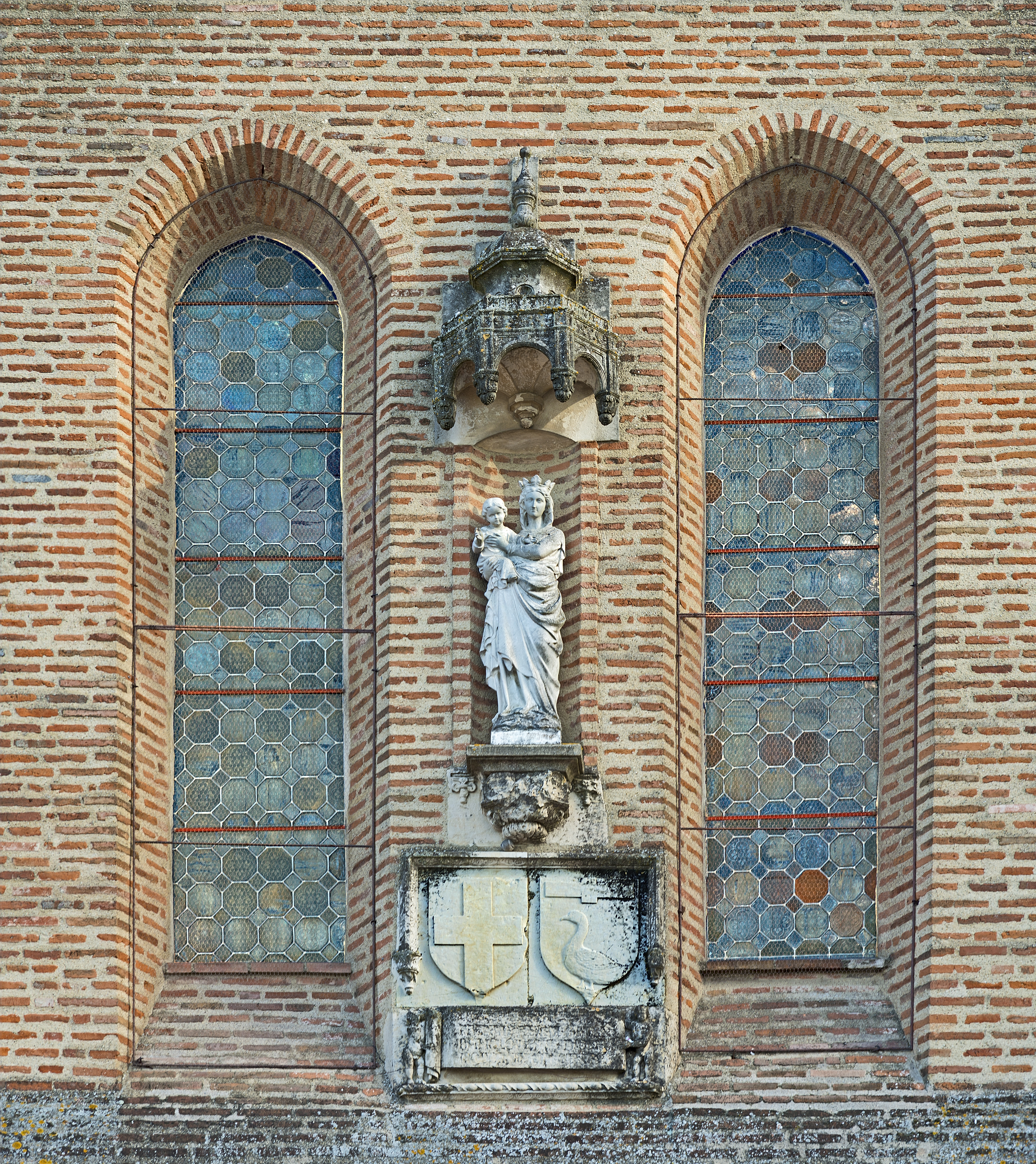
La façade et la statue de Notre-Dame de l'Assomption.
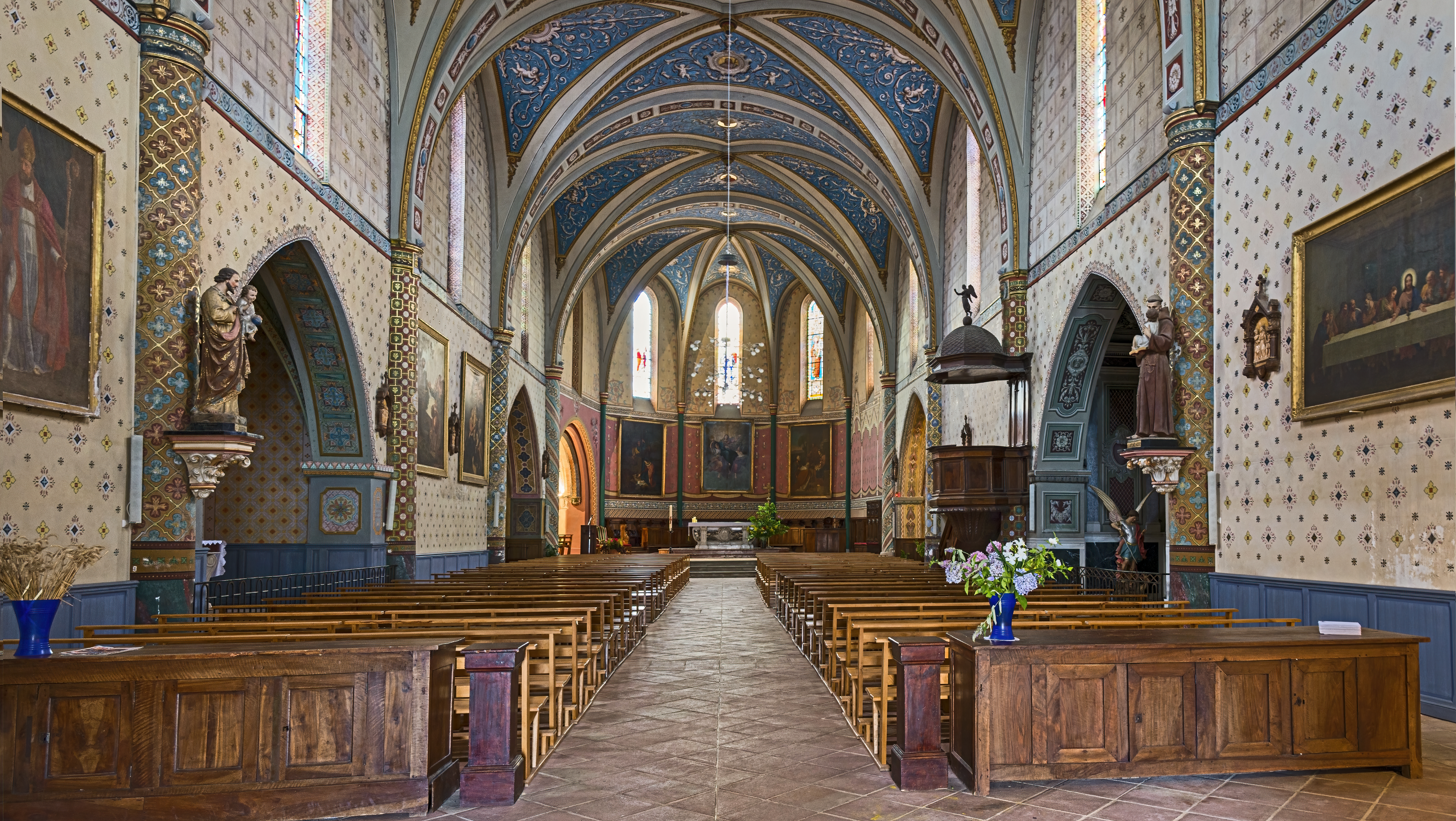
Vue de l'intérieur de l'église.

## Mobilier
Plusieurs éléments mobiliers sont classés au titre des Monuments historiques :
- les fonts baptismaux du XVIe siècle en plomb et étain sont ornés à la partie supérieure de 18 compartiments à pinacle encadrant un crucifiement de Saint Michel ;
- le retable de la chapelle latérale est architecturé à niche, avec trois statues : Vierge à l'Enfant, saint Dominique, sainte Catherine de Sienne ;
- l'orgue, œuvre de Bertrand Feuga en 1852[3] est classé. Il est encadré de deux statues représentant saint Pierre et saint Paul.
- Les stalles du chœur en deux série de cinq stalles proviennent de l'Abbaye de Grandselve.

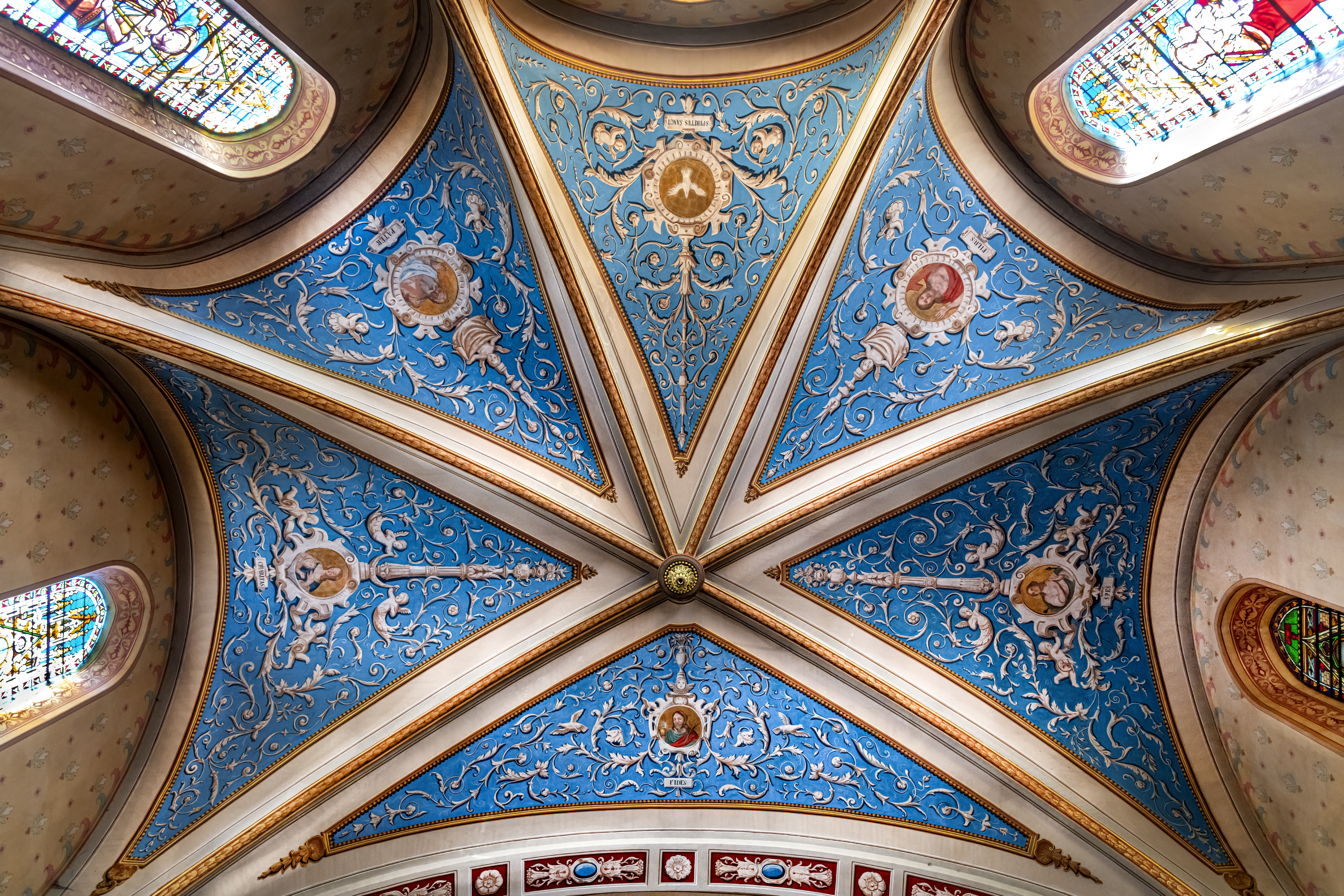
La voute du chœur, œuvre des frères Pedoya.
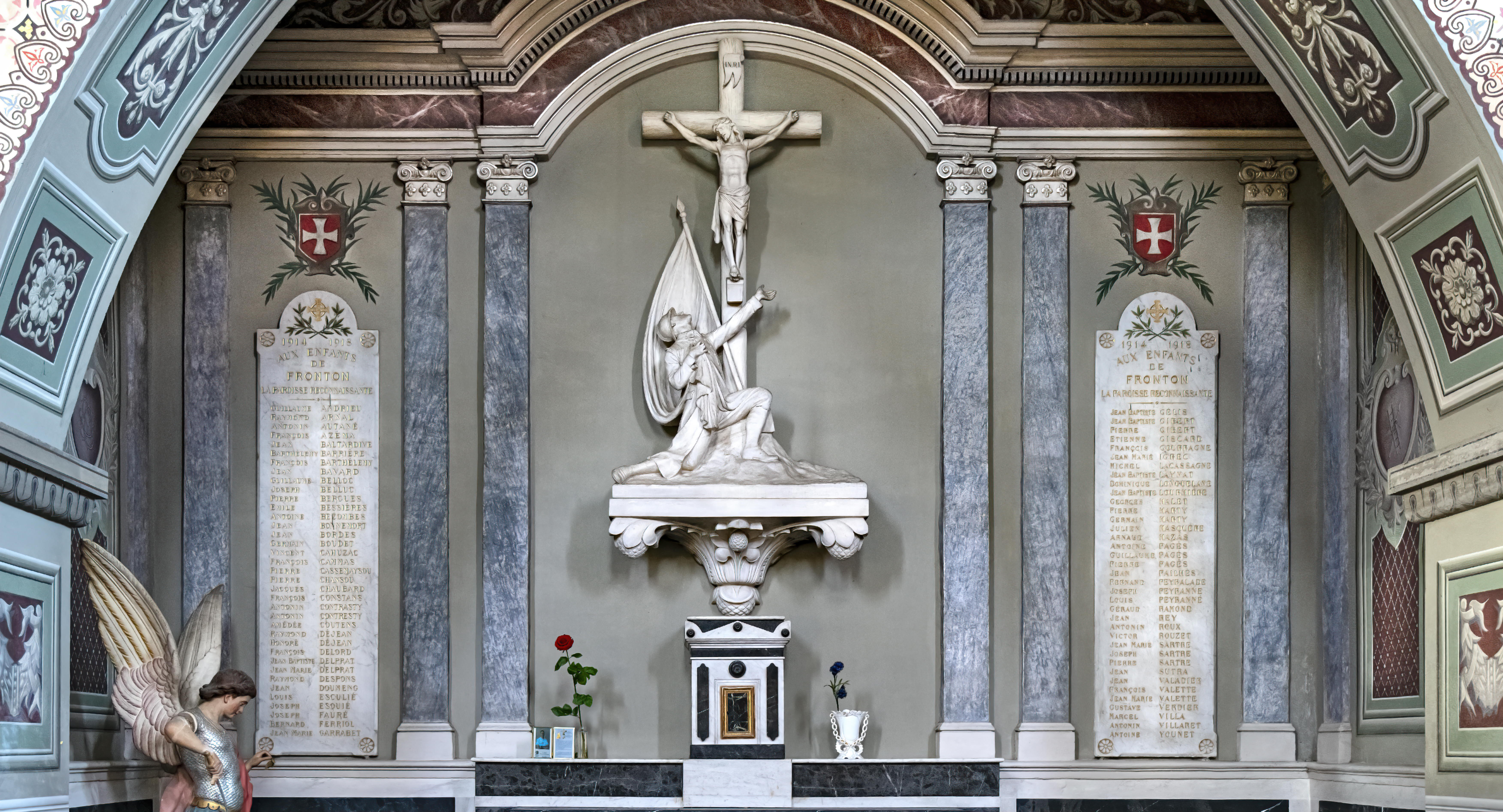
Le monument aux Morts de la paroisse.
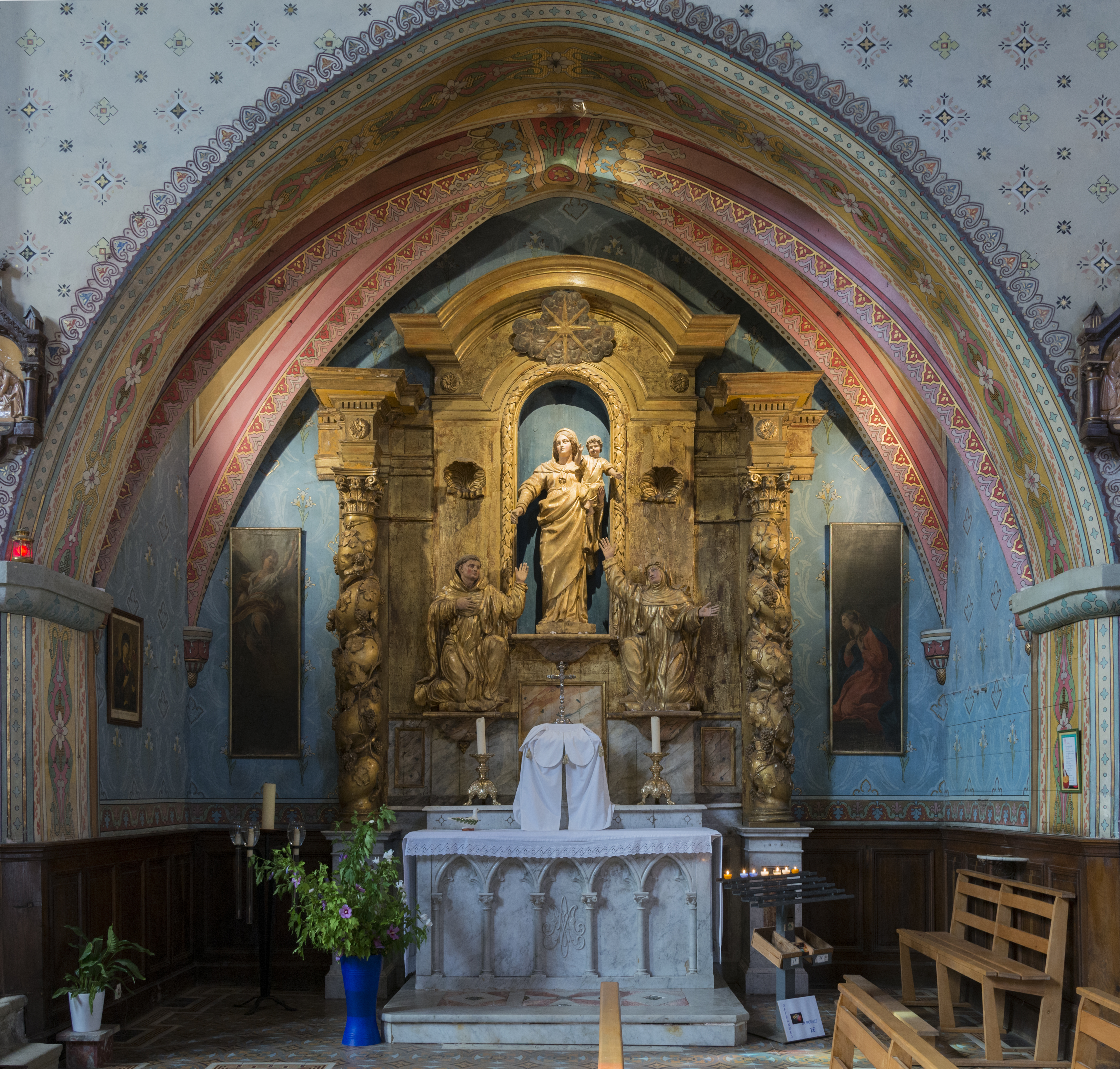
Retable de la chapelle du Rosaire 1640.
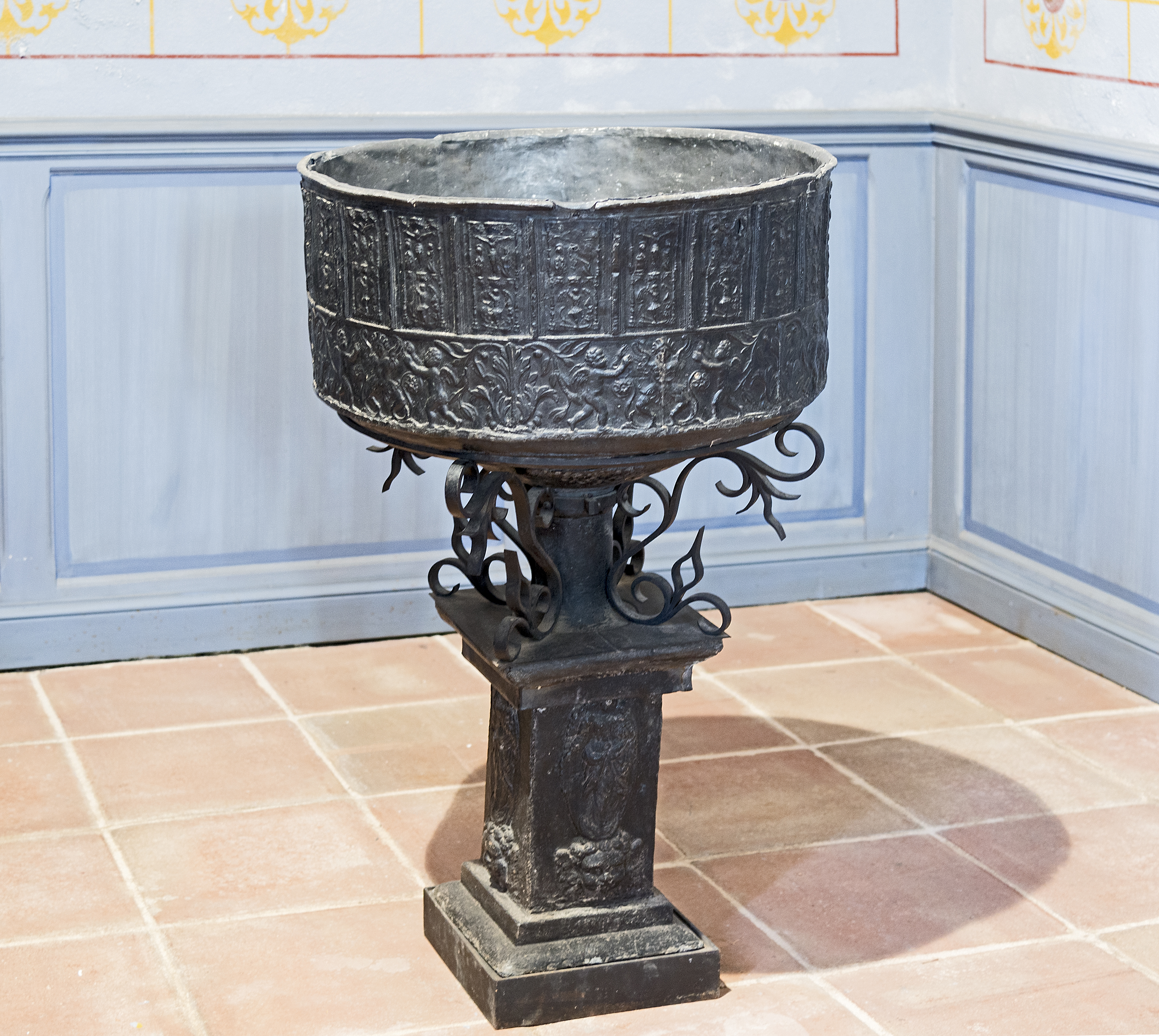
Fonts baptismaux.
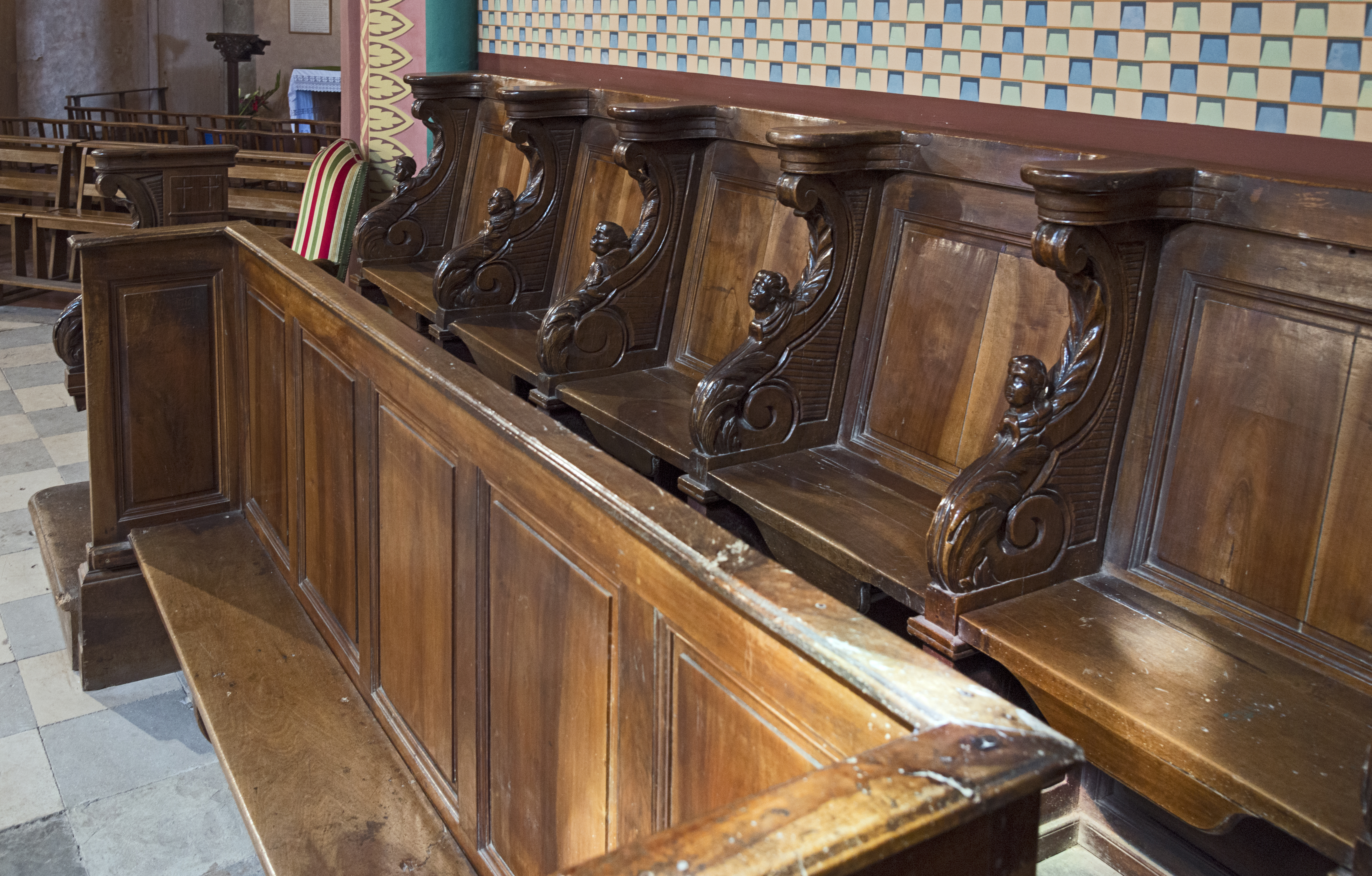
Les stalles.
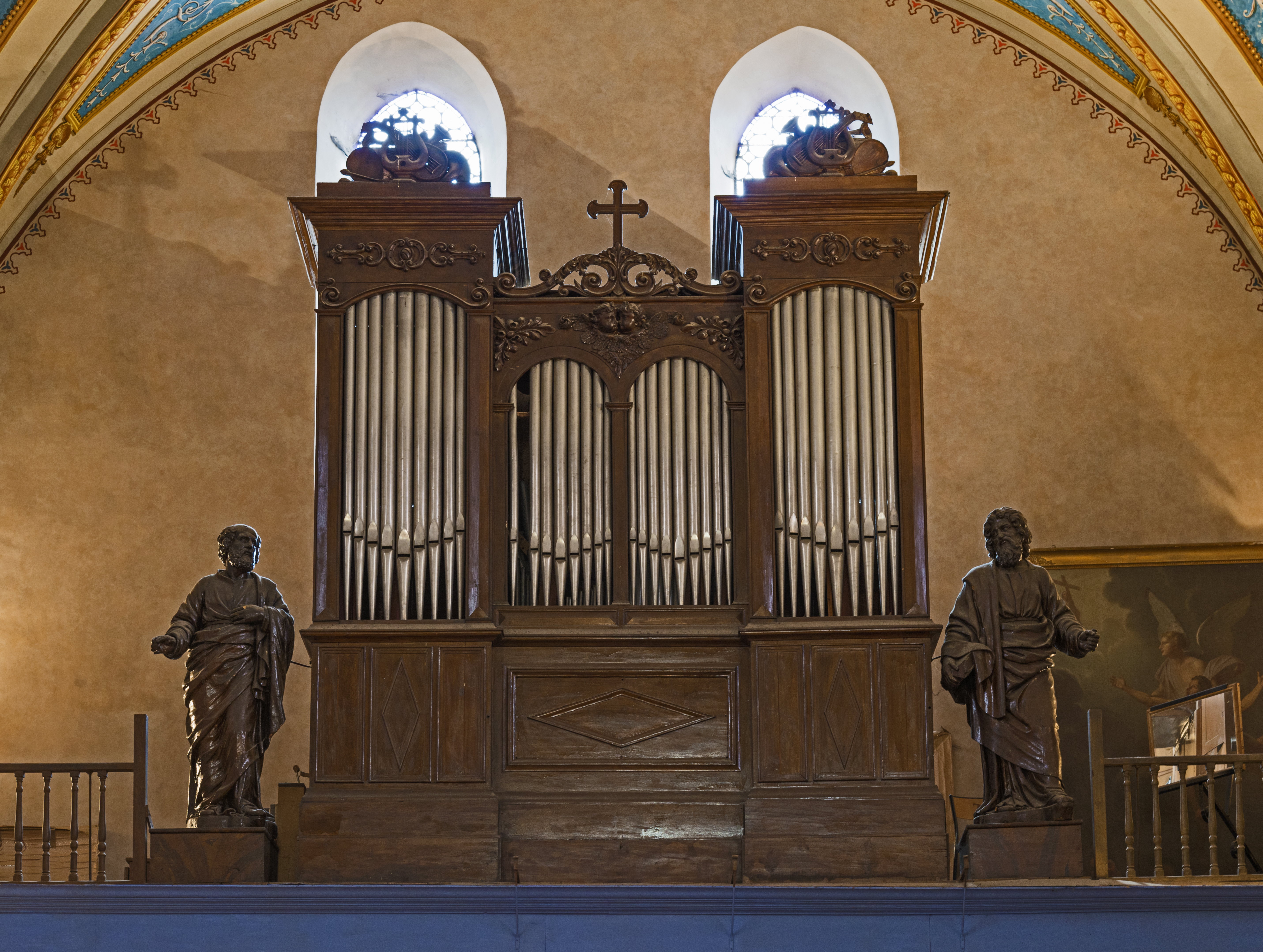
L'orgue de 1852.